# دانتي بارنت
دانتي بارنت (بالإنجليزية: Dante Barnett)‏ هو لاعب كرة قدم أمريكية أمريكي، ولد في 14 يونيو 1993 في تلسا في الولايات المتحدة.